# François Fulconis (Lalin)
Pour les articles homonymes, voir Fulconis.

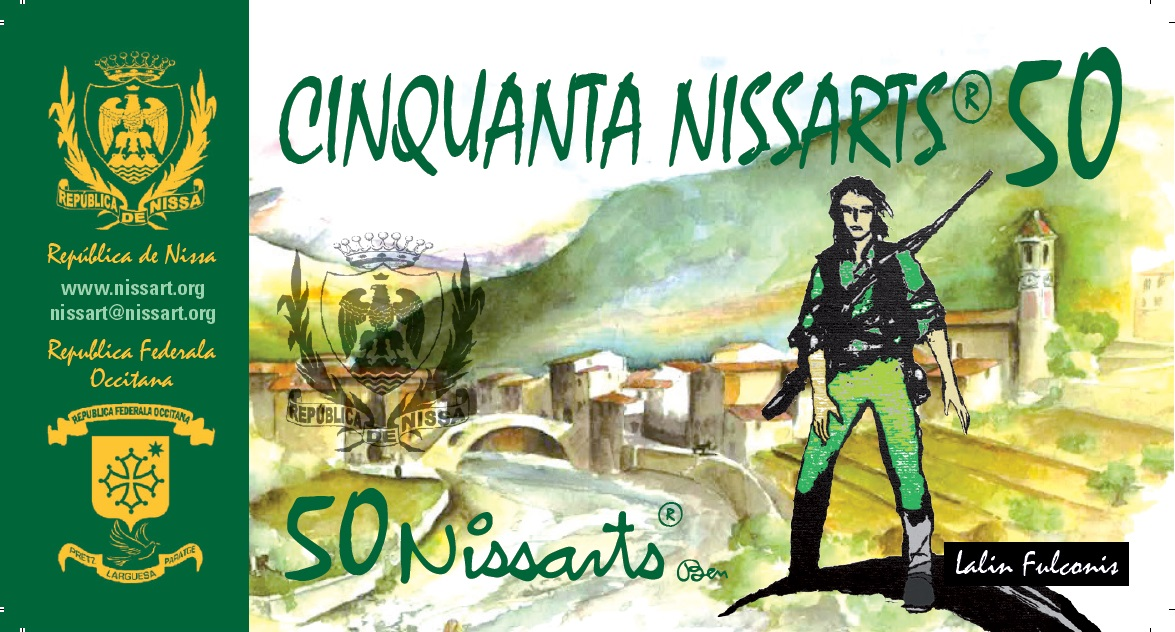
Billet de 50 "Nissarts" (monnaie locale éditée par un mouvement indépendantiste occitan) à l'effigie de Lalin Fulconis.

François Fulconis dit Lalin est un chef barbet né à l'Escarène en 1760 et décédé dans l'arrière pays niçois en juin 1799.

## Jeunesse et formation
François Fulconis passe sa jeunesse à l'Escarène, son village de naissance, avant de partir apprendre le métier de tailleur de pierre à Montpellier. Il revient en 1789 à l'Escarène où il devient Maître tailleur. Il se marie avec une certaine Maïna en 1792, année de l'invasion du Comté de Nice par l'armée française.

## Entrée dans le barbétisme côté piémontais
Un an après leur mariage, Maïna est violée par un lieutenant des Hussards, Lalin venge alors sa femme et s'enfuit avec elle pour Saorge. 
Il rejoint les chasseurs-francs du major Bermont, où sa bravoure et son esprit d’initiative (notamment aux combats de l’Authion) sont remarqués. Lalin est promu lieutenant puis capitaine d'une compagnie de barbets à la mort du capitaine Salvatico. Les barbets pratiquent une guerre de harcèlement, tendent des embuscades aux soldats français, essayent de contrôler les passages entre vallées, prennent et perdent plusieurs localités. Ils font prisonnier le général Casabianca qui est libéré lors d'un échange.

## Barbétisme après le rattachement à la France
Le 15 mai 1796, Victor-Amédée III capitule et signe le traité de Paris en laissant le Comté de Nice aux Français.
Le général Garnier propose un armistice aux barbets qui souhaitent rentrer chez eux. Lalin rassemble dans la forêt de Berre plusieurs compagnies et laisse le choix du départ à ceux qui le souhaitent. Il ne reste plus qu'une vingtaine d'hommes dans sa compagnie. Les dénonciations s'ajoutant aux départs, c'est d'abord le Capitaine Millo de Coaraze qui est trahi puis en 1799, Lalin qui est tué dans son refuge de montagne contre une récompense par l'un de ses proches.
La dépouille de Lalin est clouée sur la porte de la maison familiale avant d'être exhibée à Nice, en état de décomposition, sur un mulet par ordre du général Garnier. Une mesure qui provoque l'indignation du clergé local et de la population Niçoise.

## Figure des mouvements régionalistes
La figure de Lalin est aujourd'hui récupérée par différents mouvements régionalistes et indépendantistes, à l'image des billets de 50 Nissarts, monnaie locale éditée par la Républica Federala Occitana. 
Au niveau local, sa mémoire est commémorée chaque année lors d'une fête qui a lieu à l'Escarène, sa ville natale.